# 1-й Казачий переулок
Пе́рвый Каза́чий переу́лок — улица в центре Москвы на Якиманке между улицами Большая Ордынка и Большая Полянка.

## История
Название переулка известно с конца XIX века; дано по располагавшейся здесь в XVII веке Казачьей слободе (упоминание о том, что в слободах селят Сибирских, Донских и Круговой станицы казаков есть в документе 1629 год). Ранее переулок назывался 1-й Успенский, по церкви Успения Богородицы что в Казачьей, а ещё ранее — Жуков, по домовладельцу начала XIX века И. А. Жукову и Фаминцын — по домовладельцу конца XVIII века.

## Описание
1-й Казачий переулок начинается от Большой Ордынки, проходит на запад, слева к нему примыкают Щетининский и 2-й Казачий переулки, выходит на Большую Полянку, за которой переходит в 1-й Хвостов переулок. В ноябре 2016 года сквер между улицей Большая Полянка и 1-м Казачьим переулком был назван сквером Ислама Каримова, президента Узбекистана (1990—2016) в связи с расположением рядом с Посольством Узбекистана.

## Здания и сооружения
По нечётной стороне:
- № 7 — Немецкая торгово-промышленная палата;
- № 9/1 — отделение АО Юникредит банк, отделение Казачий;
- № 11/2 — гостевой дом Посольства Узбекистана в России, рядом находится сквер Ислама Каримова.

По чётной стороне:
- № 4 — городская усадьба XVIII—XIX вв. В 1740-х владельцем был асессор А. Г. Ермолов, в 1860 её купила почётная гражданка А. В. Лепёшкина, а в конце XIX в. — купец З. М. Персиц[2]. В начале 2010-х компания «Сахазолото» приобрела флигель усадьбы и надстроила исторический двухэтажный корпус до пяти этажей. В сми отозвались о реставрации как о крайне неудачной, а градозащитники сравнили получившуюся композицию «со слоном, севшим на домик»[3].
- № 6, строение 3 — Военная комендатура Москвы, ЦАО;
- № 10c1 — школьное здание (1936, архитектор А. А. Кеслер)[4], в настоящее время школа 559;
- № 10/12 — акционерная компания «Алроса», штаб-квартира;